# Caspar Memering
Caspar Memering (Bockhorst, 1 de juny de 1953) és un exfutbolista alemany.Formava part de l'equip que va guanyar el Eurocopa de 1980.